# Гуго Ріман
Гуго Ріман (1849—1919) — німецький теоретик музики, автор великої кількості творів наукового, науково-популярного і дидактичного характеру; педагог, серед відомих учнів — композитор і диригент Макс Регер, публіцист Ганс Пфіцнер; обдарований піаніст; лексикограф — є автором-укладачем одного з найпоширеніших музичних словників (нім. Musik-Lexikon); автор музичних творів (симфонія, камерно-інструментальні та фортепіанні п'єси); один із засновників сучасного музикознавства, який висвітлював у своїх працях питання музичної форми, гармонії, контрапункту, історії музики, фольклористики, акустики, сольфеджіо, інструментування, методики фортепіанного виконавства, історії теоретичного музикознавства, музичної психологія, естетики. Відтак, ім'я Г. Рімана набуло інструктивного значення та стало певним брендом свого часу.

## Біографія
Народився майбутній теоретик у Гросмельрі, поблизу Зондерсхаузена. Батько Гуго Рімана — Роберт Ріман — був поміщиком та окружним головою, композитором-любителем, перу якого належить навіть опера «Б'янка Сіфреді» (1881); саме батько став першим вчителем свого сина.
Історію літератури Ріман студіював у Берліні, після чого продовжив навчання в Тюбінгезі, де вивчав філософію в Крістофа фон Зігварта, історію — в Юлія Войцзеккера, історію мистецтв — у Б. Куглера та естетику — в Карла Кьостліна. В 1871 році вступив до Лейпцизької консерваторії, де його наставниками були Карл Райнеке, Ернст Фрідріх Ріхтер і Саломон Ядассон. У 1873 році Ріман запропонував до захисту в Лейпцізькому університеті дисертацію «Про музичний слух» (Über das musikalische Hören), присвячену фізіологічним та психологічним основам музики, однак вона не була захищена (згодом Ріман захистив її в Гьотінгені).
Із 1874 року Ріман викладав у Білефельді, диригував місцевим оркестром; у 1878 році захистив другу дисертацію в Лейпцигу, присвячену історії нотного запису, і до 1880 року викладав тут, після чого протягом року викладав та керував хором у Бромберзі, а в 1881—1890 роках був професором фортепіано та теорії музики в Гамбурзькій консерваторії. В 1890 році протягом нетривалого періоду викладав у рідному Зондерсхаузені, де його учнем був Макс Регер, згодом до 1895 року працював у Вісбадені, де в нього недовго займався Ханс Пфіцнер; врешті з 1895 року остаточно облаштувався в Лейпцигу, ставши в 1901 році екстраординарним, а в 1905 році — ординарним професором університету. В 1908 році Ріман очолив музичний Колегіум (Collegium musicum), що в 1914 році був переформатований у Саксонський державний науково-дослідницький інститут музикознавства (Staatlich sächsisches Forschungsinstitut für Musikwissenschaft).

## Наукова спадщина
Наукова спадщина Г. Рімана вражає своїми масштабами. Основний перелік наукових праць:
Навчальні посібники з різних тем
- Katechismus der Musik (Allgemeine Musiklehre), 1888 — Катехізис музики (Загальний підручник музики)
- Katechismus der Musikgeschichte, 1888 — Катехізис історії музики
- Katechismus der Musikinstrumente (Instrumentationslehre), 1888 — Катехізис музичних інструментів
- Katechismus der Orgel (Orgellehre), 1888 — Катехізис органу
- Katechismus des Klavierspiels, 1888 — Катехізис фортепіанної гри
- Lehrbuch des einfachen, doppelten und imitierenden Kontrapunkts, 1888 — Підручник простого, подвійного і імітаційного контрапункту
- Katechismus der Kompositionslehre (Musikalische Formenlehre), 1889 — Катехізис вчення про композицію (Вчення про музичні форми)
- Katechismus des Generalbass-Spiels (Harmonie-übugen am Klavier), 1889 — Катехізис гри генерал-басу
- Katechismus des Musik-Diktats (Systematische GehOrsbildung), 1889 — Катехізис музичного диктанту
- Katechismus der Fugen-Komposition [Das wobltemperirte Clavier], 1890—1891, III [Die Kunst der Fuge], 1894 — Катехізис композиції фуги
- Katechismus der Harmonie-und Modulationslehre, 1890 — Катехізис вчення про гармонію і модуляцію
- Katechismus der Phrasierung (praktische Anleitung zum Phrasieren), 1890 — Катехізис фразування
- Katechismus der Akustik (Musikwissenschaft), 1891 — Катехізис акустики
- Katechismus der Gesangskomposition 1891 — Катехізис вокальної композиції
- Katechismus der Orchestrierung, 1902 — Катехізис оркестровки
- Anleitung zum Partiturspiel, 1902 — Керівництво з читки партитур

Історія музики
- Handbuch der Musikgeschichte, 1903—1913 — Керівництво з історії музики
- Kleines Handbuch der Musikgeschichte mit Periodisierung nach Stilprinzipien und Formen, 1908 — Коротке керівництво з історії музики з періодизацією по стилях і формі
- Geschichte der Musik seit Beethoven (1800—1900), 1901 — Історія музики, починаючи від Бетховена (1800—1900)

Історія музичної теорії та нотації
- Studien zur Geschichte der Notenschrift, 1878 — Дослідження з історії нотного письма
- Die Entwickelung unserer Notenschrift,1882 — Розвиток нашої нотації
- Geschichte der Musikthcorie IX—XIX. Jahrhundert, 1898 — Історія музичної теорії IX—XIX століть
- Die byzantinische Notenschrift im 10. bis 15. Jahrhundert, 1909 — Візантійська нотація з Х по XV століття

Композиція
- Musikalische Syntaxis: Grundriss einer harmonischen Satzbildungslehre, 1877 — Музичний синтаксис: основи вчення про гармонічну будову
- Grosse Kompositionslehre, 1: Der Ьоmоphone Satz (1902); 11: Derpolyphone Satz (1903); : Der Orchestersatz und der dramatische Gesangsstil (1913) — Велике вчення про композицію: Т. І: Гомофонні форми; Т. ІІ: Поліфонічні форми; Т. III: Оркестровка та драматичний вокальний стиль
- L. van Beethovens siimtliche Klavier-Solosonaten: iisthetische und formatechnische Analyse mit historischen Notizen, I (Berlin, 1918); 11 (1919); III (1919) — Всі фортепіанні сонати Л. Бетховена: естетичний і формально-технічний аналіз з історичними зауваженнями.

Метроритм
- System der musikalischen Rhythmik und Metrik, 1903 — Система музичного ритму і метра

Гармонія
- Vereinfachte Harmonielehre oder die Lehre von den tonalen Funktionen der Akkorde, 1893 — Полегшена гармонія чи вчення про тональні функції акордів
- Systematische Modulationslehre als Grundlage der musikalischen Formenlehre,1887 — Систематичне вчення про модуляції як основа вчення про музичні форми

Контрапункт
- Neue Schule der Melodik: Entwurf einer Lehre des Kontrapunkts nach einer neuen Methode (1883) — Нова школа мелодики: ескіз вчення про контрапункт за новим методом

Словники
- Musik-Lexikon (1882) — Музичний словник

Г. Ріман завершив великий період у розвитку музичної теорії. Хоча він й охопив майже два десятиліття XX століття, однак, за своєю науковою значимістю, а саме методологією та практикою, належить швидше до XIX століття. Разом з тим він безсумнівно підготував й нову науку, передусім, розширивши сферу музичних досліджень: Г. Ріман вийшов за межі професійної європейської музики, він багато зробив для вивчення мистецтва старовини (Середньовіччя, Відродження) і музичної еволюції в цілому. Теорія Г. Рімана складає основу сучасного вчення щодо гармонії. Значна кількість ріманівських тверджень заклали фундамент і сучасного вчення про музичну форму.

## Теоретична праця «Музичний синтаксис»
На відміну від методичної стриманості ріманівських праць, його «Музичний синтаксис» є зібранням музично-теоретичних ідей, репрезентованих в коротких ескізних формулюваннях. Ядро «Музичного синтаксису» утворює вчення про гармонію, зокрема, теоретичне вчення, методологія якого перебуває в кореляції гармонії та форми, послідовно проведеної на різних, ієрархічно вибудуваних і співвіднесених за принципом аналогії гармонічних рівнях; аналогія базується на «співвідношеннях з центром», що забезпечує їх внутрішню єдність.
Тут Г. Ріман «мислить слухом», піднімаючи питання щодо певних особливостей сприйняття слухачем і окремих елементів, і музичного цілого, як наслідок, торкаючись проблем музичної психології: «Слухання музики є порівняльним сприйняттям. У музиканта, що досягнув високого рівня самосвідомості, ми, безсумнівно, можемо назвати це мисленням. Те, що дилетант називає відчуттям, філософ іменує уявленням, що утворюється з примітивної стадії смислового враження, і його ознака — порівняння з іншими» (Riemann H. Musikalische Syntaxis. Grundriss einer harmonischen Satzbildungslehre. Leipzig, 1877. S.1).
«Примітивною стадією» чи найпростішим слуховим уявленням Г. Ріман називає уявлення одного звуку без врахування його значення для співзвуччя, а також, уявлення про співзвуччя без уваги до його положення серед інших співзвуч. Теоретик розробляє своє вчення про гармонію на дуалістичній основі обертонового та унтертоногово ряду.
Центральним в ріманівській праці є поняття тези (These), яким він іменує процес становлення співзвуччя в якості головного (мається на увазі не тоніка, а ширше — головне співзвуччя, що є визначальним в певний момент послідовності різних музичних явищ). Цей процес може утворюватися за рахунок елементарного повторення, що утверджує співзвуччя, чи за допомогою поєднання певного числа різних співзвуч, при якому виявляється те єдине головне співзвуччя як точка поєднання всіх відношень. В якості ілюстрації Ріман наводить фрагмент аналізу експромту Шуберта ор. 90 № 2 Ges-dur. Показово, що в «Музичному синтаксисі» аналізи музичних творів малочисельні та представлені суто теоретично, без нотного тексту.
Г. Ріман зауважує, що зміст тези формується співзвуччям, яке вона утворює, а послідовність тез, відповідно, гармонічними кроками цих співзвуч. Теоретик рішуче абстрагується від зовнішнього боку реальних послідовних співзвуч: важливим моментом в поєднанні тез є не гармонічний крок від останнього акорду однієї до першого акорду іншої, але й від головного співзвуччя однієї до головного співзвуччя іншої. Відтак, Г. Ріман, на противагу більш пізнім працям, репрезентує тут абстрактне поєднання співзвуч, без нотних прикладів і виписаних правил, тим самим проходячи повз помилкове твердження щодо синтезу двох різних дисциплін — вчення про гармонію і голосоведіння. Із гармонічних кроків на першому місці стоїть, безперечно, квартове співвідношення, однак й терцієвим крокам вчений приписує тут самостійне, хоч і другорядне значення.
До ріманівської тези цілком можна застосувати визначення ступеню, як більш високої абстрактної одиниці, що об'єднує інколи й декілька гармоній, кожна з яких може розглядатися в якості самостійного тризвуку чи септакорду, як «Внутрішня єдність». Навіть слово «ступінь» Г. Ріман використовує там, де говорить про збереження одного центру при поєднанні тез.
Г. Ріман в «Музичному синтаксисі» готує гармонічне «вчення про шари». Кожен шар, завдяки своєму центротяжінню, подібний до іншого та функціонує як складова частина системи більш високого порядку, своєрідне «semper idem», але не в горизонтальному голосоведінні, а у вертикальній гармонічній площині.
Праця «Музичний синтаксис» Г. Рімана, з одного боку, демонструє відносини між гармонічними мікро- та макроструктурами в системі шарів, що дозволяє оцінити значення окремих співзвуч і гармонічної цілісності назагал. З іншого ж боку, теоретик вдається лише до теоретичної рефлексії, не здійснюючи аналітико-методичного втілення своєї теорії шарів, відтак зв'язок з іншими музичними параметрами залишається нерозкритим. У наступних етапах розвитку своєї музично-теоретичної концепції Г. Ріман відходить від моделі гармонічної ієрархії, вважаючи більш доцільним чітку квадратну метро-ритмічну структуру, ніж абстрактні гармонійні одиниці. Дотримуючись свого принципу, вчений розмежовує теоретичне і практичне вчення про гармонію. На думку багатьох дослідників, зокрема Карла Дальхауза, подібний напрямок еволюції ріманівської теорії знаменує крах у спробах встановлення зв'язку теоретичного вчення про гармонію і композицію та побудовою містка між строгою науковістю та музичною практикою.
Г. Ріман відштовхується від суто гармонічної логіки як першооснови, приписуючи гармонії формотворне значення. Праці музикознавця символізують кінець великої історико-теоретичної епохи, в центрі якої, починаючи з Жана Філіпа Рамо, було закладено теоретичне вчення. Г. Ріман вірив у можливості вічної, обґрунтованої абсолютної теорії, яка увінчувала б все розмаїття явищ музичного світу. Вона зберігала для нього свою недоторканість навіть тоді, коли суперечила реальності.